# ذباب العث الأنيق
ذباب العث الأنيق (الاسم العلمي: Psychoda elegans) هو نوع من الحشرات يتبع جنس فراشي المظهر من فصيلة فراشيات المظهر.